# Černý čtverec
Černý čtverec (rusky Чёрный квадрат) či Černý suprematický čtverec je název řady maleb ukrajinského malíře Kazimira Maleviče znázorňujících černý čtverec na světlém pozadí. První verze suprematického obrazu vznikla roku 1915. Obrazy jsou významnou etapou na cestě k abstraktnímu umění a patří k nejznámějším pracím ukrajinského malířství.
První verze obrazu, olejomalba o rozměrech 79,5 × 79,5 cm, nyní vlastněná Treťjakovskou galerií v Moskvě, byla poprvé vystavena na Poslední futuristické výstavě 0,10 na přelomu let 1915 a 1916. Malevič poté vytvořil další tři verze obrazu, poslední z nich nejspíše někdy na přelomu 20. a 30. let.